# 文公 (許)
文公（ぶんこう）は、武公の後を継いだ、西周の諸侯国である許国の8代君主。在位期間は不詳。姓は姜、名は興父。父は前代の武公。

《資治通鑑外紀》に
（桓王）八年，秋七月，斉・鄭・魯伐許。壬午，入許。許荘公奔衛。鄭荘公奉許荘公之弟許叔居許東偏。許，姜姓，与斉同祖，周武王封文叔于許，以奉太岳之祀。文叔之後曰徳男；曰伯封；曰孝男；曰靖男；曰康男；曰武公；曰文公；曰荘公茀。荘公之後桓公鄭，疑即許叔也。
と記載されている。

## 生涯
《左伝正義》及び《資治通鑑外紀》には周の幽王の死後、申侯や繒侯らが、申国で王子宜臼（平王）を天子とし、王子余臣を擁立した虢公翰と対立したとある。